# Jeszcze dzień
Jeszcze dzień – debiutancki album zespołu Vexel wydany w 1994 roku w firmie fonograficznej S.T.D. Płyta zawiera 10 przebojów. 

## Lista utworów
1. "Deszcz jesienny"
2. "Po cyganach..."
3. "Jeszcze dzień"
4. "Kiedy tańczę"
5. "Jesteś mym marzeniem"
6. "Eb"
7. "Nieodpuszczę Cię"
8. "Nie mów Mi"
9. "Cygan"
10. "Kocham jesień"